# 2gMONKEYZ
2gMONKEYZ (ニグラムモンキーズ) は、北海道出身の3人組ロックバンド。

## 来歴
- 2006年 - 高校の同級生で結成。
- 2007年 - 初の音源『nigumon』を発表。ライブ会場限定無料配布
- 2008年 - 初のフルアルバム『日本猿』を音楽処限定で発売。
- 2008年 - 初の企画ライブ『サルロック』開催。
- 2011年 - 6月初のワンマンライブ『THE SHOW』を開催
- 2014年11月 - FMノースウェーブでヴォーカルYuguchiのレギュラー番組「YuguchiのShow!」がスタート。

### バンド名
バンド名の由来は当時メンバーの好きだったアーティスト名の頭文字（チャットモンチー、ラムライダー、グレイプバイン、リンキンパーク）を取ってバラバラに組み合わせたもの。

## メンバー
- Kent（ケント 1991年2月3日（34歳） - ）
  - Bass
  - 好きな食べ物 ナッツ系 ラーメン
- Yuguchi（ユグチ 1991年1月23日（34歳） - ）
  - Vocal
  - 好きな食べ物 寿司 マヨネーズ キムチ
  - 胃下垂
- Shusei（シュウセイ 1991年1月24日（34歳） - ）
  - Guitar
  - 名言として「俺Cコード弾けるよ」がある。

## 元メンバー
- Gendo（ゲンドー 1990年12月9日-）
  - Drums
  - 2014年12月に脱退

## ミュージックビデオ
| 監督     | 曲名                             |
| 戸田将幸 | 「さよなら夏のチェリー」         |
| 不明     | 「消せない匂い」「party people」 |

## 主なライブ

### ワンマンライブ・主催イベント
- 2014年06月27日 - 面白い夜～リターンズ～（札幌cube garden）
- 2014年11月30日 - 面白い夜～ファイナル～（Zepp Sapporo）

### 出演イベント
- 2011年09月23日 - FLOW THE PARTY 2011
- 2012年10月14日 - MINAMI WHEEL 2012
- 2013年04月20日 - 夢チカLIVE Vol.86
- 2013年10月13日 - MINAMI WHEEL 2013
- 2014年03月25日 - オトキタライブ（札幌地下歩行空間・チカホ）
- 2014年03月29日 - RAKU TOKU BUS 13×FLYING POSTMAN PRESS 高速バスの旅スペシャルライブ2014（札幌cube garden）
w/月光グリーン/パレードパレード
- 2014年04月06日 - サッポロ生ビール黒ラベル presents「Live HOKKAIDO 2014 Vol.1」（札幌COLONY）
w/あららら/Cell The Rough Butch/パレードパレード/ブレエメン
- 2014年04月10日 - RESIDENTS of SHOWCASE（渋谷eggman）
w/THE DANCEMAN SHIP/ALTHEAD/HALLUCI GENIA/Leyline/ストロボサイダー
- 2014年04月11日 - BOUNCE IT!!（横浜club Lizard）
w/TarO＆JirO/The Fuddy Duddie’s/Doxie
- 2014年04月12日 - 人類宇宙到達53周年記念企画「53年前の今日、「地球は青かった」とガガーリンは言った」（渋谷La.mama）
w/ストライク/森大造
- 2014年04月18日 - MONSTER大陸 1st JAPAN TOUR 2014 "踊る怪獣"（札幌COLONY）
w/MONSTER大陸/岡まこと/Flooded Floor
- 2014年04月18日 - MONSTER大陸 1st JAPAN TOUR 2014 "踊る怪獣"（札幌COLONY）
w/MONSTER大陸/岡まこと/Flooded Floor
- 2014年05月13日 - Bookmark vol.41（渋谷eggman）
w/ストライク/YANKEE/ストロボサイダー etc.
- 2014年05月14日 - 三吉神社例大祭（札幌三吉神社）
w/桜庭和 etc.
- 2014年07月05日 - CLUB Que 20th記念 2DAYS series『OPERATION Que HATACHI』 鶴の「ロックは一日にして鳴らず vol.3」（下北沢CLUB Que）
w/鶴
- 2014年07月12日 - SAPPORO MUSIC FESTIVAL（すくらんぶるステージ / 4丁目交差点）
w/FOLKS/THE BOYS&GIRLS/THE THANKS
- 2014年07月28日 - Natural Beat Depot（渋谷La.mama）
w/BIGNOUN/monster大陸/樽木栄一郎
- 2014年07月30日 - 第3回GREENSPARK（大阪Music Club JANUS）
w/The Cornerstone/the equal lights/FUNKIST
- 2014年08月03日 - オトキタPresents MUSIC FES.（あそびーち石狩）
w/Utanami/THE INTI/Nothing/Michikam/CLOUD BEE HIVE
- 2014年08月03日 - サルノオンガエシ？？（札幌KRAPS HALL）
w/鶴
- 2014年08月23日 - Sapporo Neutral DAY（札幌COLONY）
- 2014年09月27日 - 夢チカLIVE Vol.96（札幌KRAPS HALL）
w/SCOOBIE DO/Scars Borough/MONSTER大陸
- 2014年10月12日 - MINAMI WHEEL2014（大阪FootRock&BEERS）
- 2014年10月14日 - Gear 1st（渋谷eggman）
w/MONSTER大陸/Light Heart Thinking/ASH DA HERO
- 2015年03月15日 - HAPPY JACK 2015
- 2015年03月17日・18日・20日・05月16日・17日 - 鶴47都道府県TOUR「Live & Soul」～もう、寂しい想いはさせたくない～
- 2015年03月22日 - SANUKI ROCK COLOSSEUM 2015
- 2015年06月06日 - 万石音楽祭2015～ミリオンロックフェスティバル～
- 2015年10月11日 - MINAMI WHEEL 2015
- 2015年11月12日 - JOURNEY STAR
- 2016年03月26日 - 道玄坂異種格闘技祭 "STAR-MAKER"
- 2016年05月13日 - 高歌放吟
- 2016年06月05日 - SAKAE SP-RING 2016